# Siedlung Sprengerinstraße
Die Siedlung Sprengerinstraße wurde 1991 nach Plänen von Manfred Kovatsch errichtet.
Die soziale Wohnanlage befindet sich in Puchheim in der Sprengerinstraße 2–40 und beinhaltet 20 Mietwohnungen, aufgeteilt in zwei Gebäudetypen. Die Hofhäuser sind zwischen der Park- und der Straßenzone situiert. Die Reihenhäuser richten sich nach Südwesten aus. Städtebaulichen Abschluss bildet das turmartige Gemeinschaftshaus. Die Münchner Landschaftsarchitekten Gottfried und Anton Hansjakob waren für die Freiraumplanung verantwortlich. Die Planungs- und Bauzeit war von 1986 bis 1990. Mitarbeiter von Kovatsch waren Andreas Meck, ausführender Architekt Dieter Keller und Innenarchitekt Mechtild von Kienlein. Die Siedlung wurde fotografisch von Franz Wimmer dokumentiert. Im Jahr 1991 wurde die Wohnanlage mit dem BDA-Preis Bayern und mit einer Auszeichnung des Deutschen Architekturpreises und im Jahr darauf mit dem Deutschen Bauherrenpreis ausgezeichnet. Das Bayerische Demonstrativprojekt Puchheim wurde in den Architekturfachzeitschriften wie der Bauwelt, aw - Architektur + Wettbewerbe, Werk, Bauen + Wohnen, Baumeister und Deutsches Architektenblatt besprochen.